# Cuveglio
Cuveglio es una localidad italiana de la provincia de Varese, región  situado en el margen oriental de Lombardía, en el norte de Italia, (cuya capital es Milán, ciudad de la que dista unos 60 km), con 3.376 habitantes.
Está a mitad de camino entre las localidades de Cittiglio y Luino y al centro de la Valcuvia, que es un valle que corre paralelo al gran Lago Maggiore, el más grande entre los varios lagos de esta región prealpina que es bastante extensa y hasta internacional si los tomamos como referencia. Ellos son además del ya citado Lago Maggiore, cuya parte norte está en territorio suizo, los de Lugano en Suiza, y los de Como y Varese (más algunos otros menores) en Italia.
El panorama era bucólico antes de que el boom económico de la zona hiciera brotar muchos galpones de betón a ambos lados de la ruta que lo recorre, la SS 393, pero sigue siendo de gran atractivo. Se destacan de un costado el Parque Regional del Monte dei Fiori con su observatorio (visible no solo desde Cuveglio sino de casi todo el valle), y en la fracción de Casalzuigno la muy conocida "Villa della Porta Bozzolo", que tiene más de 200 años y que bajo la gestiÓn del FAI (Fondo per l'Ambiente) recibe diariamente varios púlmanes de turistas que la visitan y recorren sus bellos jardines. Estos recuerdan los de Versailles pero con la característica, obligatoria a causa de la topografía del lugar, de ser longitudinales a la villa-castillo en lugar que perpendiculares al edificio.

## Evolución demográfica
| Gráfica de evolución demográfica de Cuveglio entre 1861 y 2001 |
|                                                                |
| Fuente ISTAT - elaboración gráfica de Wikipedia                |